# グループりんどう
グループりんどうは、かつて存在した日本の芸能事務所。所在地は東京都渋谷区原宿、渋谷区美竹町、新宿区柏木と移っている。りんどう、りんどうプロ、りんどうプロダクションとの表記もある。

## 概要
日本における吹き替え専門の老舗プロダクションとされていた。1964年5月に解散。この時点では50人ほどの所属タレントがいたという。
解散の理由として、同年6月の所得税法の改正により、タレントの出演料から1割の源泉徴収が行われるようになったことで、事務所の収入が減ることが理由であるとされる。社長の藤井道程は「運転資金を投資するか、タレントのギャラに手を付けるかしか選択肢がない状況だった。所属タレントから資金提供を持ち掛けられたが、それならもっと儲かる仕事をしなければならないと思った」と述べている。

## 所属していたタレント

### 男性
- 愛川欽也[3]
- 明石一[6]
- 風祭修一[4]
- 勝田久[4]
- 黒沢良[8]
- 小高まさる[6]
- 相模武[6]
- 篠原大作[6]
- 諏訪孝二[4]
- 高塔正康[6]
- 滝口順平[1]
- 千葉順二[4]
- 根本好章[6]
- 久松保夫[4][1]
- 水島晋[9]
- 緑川稔[3]
- 峰恵研[10]
- 宮川洋一[11]
- 守屋俊男[3]
- 若山弦蔵[3][1]

### 女性
- 小原乃梨子[6]
- 柏まゆみ[11]
- 菅谷政子[6]
- 寺島信子[6]
- 藤田淑子[6]
- 三上瓔子[6]

## りんどうの流れを組む事務所・劇団
- 東京アクタープロ[5]
- 竜の会[5]
- 河の会[5]